# Parc national de Bukit Labir
Le parc national de Bukit Labir (Taman Negara Bukit Lambir en malais) est un parc national situé près de Miri dans la province de Sarawak en Malaisie.

## Faune
Les biologistes ont initialement recensé dans le parc 237 espèces d'oiseaux, 64 espèces de mammifères, 46 espèces de reptiles et  20 espèces de grenouilles. De gros mammifères comme les gibbons ou l'ours malais, originellement présents, sont aujourd'hui très rares voire absents du fait la petite taille de la forêt et de la chasse illégale. Des études plus récentes menées entre 2003 et 2007 ont constaté une réduction de 20 % des espèces d'oiseaux et de 22 % des espèces de mammifères présentes dans le parc. La moitié des pertes concernent les primates et six des sept espèces de calaos. Cette chute des populations de gros mammifères et d'oiseaux est une catastrophe écologique pour le Bukit Lambir.
Parmi les invertébrés présents dans le parc, on peut citer le papillon Troides brookiana et plus de 300 espèces de fourmis. Des sangsues sont également présentes mais plutôt rares.

## Flore

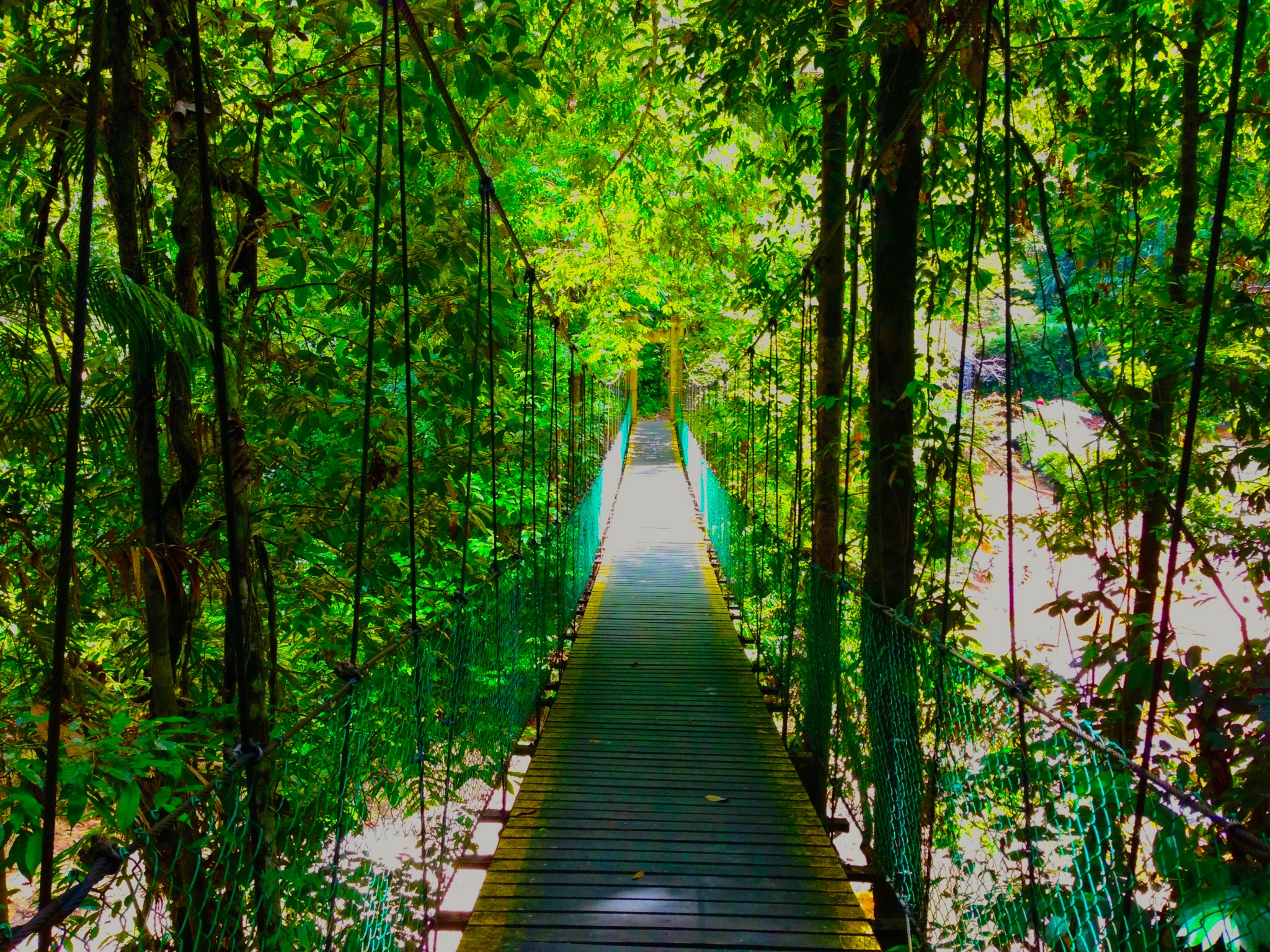
Passerelle dans la canopée.

En 1991, le Département des forêts de Sarawak, le Centre pour la science des forêts tropicales de l'université Harvard et le Laboratoire d'écologie des plantes de l'université d'Osaka ont lancé le programme Lambir Hills Forest Dynamics Plot. Il s'agit d'un espace de 52 hectares dans la forêt où tous les arbres plus fins que 1,5 cm à hauteur de poitrine ont été mesurés, cartographiés et identifiés. Chaque année, les chercheurs effectuent un recensement et surveillent la croissance et l'évolution de la population de chaque espèce. Un recensement de tous les arbres de la zone a isolé 1 175 espèces d'arbres différentes, soit une variété très riche.
Le parc dispose en outre d'une grande variété d'espèces de ficus, environ 80 différentes.

## Tourisme
Avec ses cascades, ses possibilités d'observer les oiseaux et ses arbres géants, le parc attire de nombreux touristes en provenance de Miri.